# Florin Niculescu
Florin Niculescu (n. 8 februarie 1967, București, România) este un violonist român de muzică jazz, stabilit în Franța.

## Familia
Niculescu s-a născut într-o familie de muzicieni: tatăl (Corneliu Niculescu, membru al trupei lui Gheorghe Zamfir) și un unchi sunt și ei violoniști, mama este pianistă, iar o soră este violoncelistă. De la vârsta de 6 ani a urmat cursurile școlii de muzică „Dinu Lipatti” din București, iar apoi Liceul de muzică „George Enescu” din același oraș.
Este căsătorit cu Vera, o actriță, cu care are două fetițe. Mai are o fată dintr-o căsătorie anterioară.

## Cariera
În 1991 s-a mutat la Paris și a cântat la Cabaretul Russe Karlov.
În 1995 s-a alăturat trupei lui Romane, iar în 2001 a fost invitat de către Biréli Lagrène să se alăture proiectului său "Gipsy Project", proiect inspirat de Quintette du Hot Club de France.
A făcut înregistrări cu: Jimmy Rosenberg, Babik Reinhardt (fiul lui Django Reinhardt), Giani Lincan, Angelo Debarre, Hot Club de Norvège, Tchavolo Schmitt, Oscar Peterson, Jon Larsen, John McLaughlin, George Benson, Marcel Azzola, Regina Carter, Bucky Pizzarelli, Angela Gheorghiu, Roberto Alagna, Charles Aznavour, Patricia Kaas, Patrick Bruel, Johnny Halliday și Henri Salvador.

## Discografie
- 1995 - Portrait Of Django cu Hot Club de Norvège
- 1999 - L’Esprit Roumain - cu tatăl său, Corneliu Niculescu
- 2000 - Gipsy Ballad
- 2005 - Djangophonie
- 2008 - Florin Niculescu Plays Stéphane Grapelli